# Droga krajowa B466 (Niemcy)
Droga krajowa 466 (niem. Bundesstraße 466) – niemiecka droga krajowa przebiegająca z południowego zachodu na północny wschód od węzła Mühlhausen na autostradzie A8 przez Heidenheim, Nördlingen, Gunzenhausen do Schwabach w Bawarii.
Droga krajowa 466a (niem. Bundesstraße 466a) łączy B466 z autostradą A7 na węźle (116) Heidenheim i ma długość 1,2 km.

## Miejscowości leżące przy B466

### Badenia-Wirtembergia
Mühlhausen im Täle, Gosbach, Bad Ditzenbach, Deggingen, Bad Überkingen, Geislingen an der Steige, Süßen, Donzdorf, Lauterstein, Böhmenkirch, Söhnstetten, Heidenheim an der Brenz, Nattheim, Steinweiler, Neresheim, Ohmenheim.

### Bawaria
Nördlingen, Löpsingen, Pfäffling, Oettingen, Westheim, Ostheim, Gnotzheim, Gunzenhausen, Geislohe, Brand, Obererlbach, Wassermungenau, Kammerstein, Haag, Schwabach.